# Estación Boca de la Zanja
Boca de la Zanja es una ex estación ferroviaria totalmente abandonada y en ruinas ubicada en el departamento Gaiman del Ferrocarril Central del Chubut que unía la costa norte de la Provincia del Chubut con la localidad de Las Plumas en el interior de dicha provincia.
Era una estación clave para el ferrocarril, ya que a partir de este punto kilométrico se salía del fértil valle del río Chubut y se ingresaba al árido clima patagónico.

## Toponimia
El nombre de la estación se debe a que en las cercanías se inician los canales principales que riegan el valle inferior del río Chubut que fueron construidos entre los años 1912 y 1919. El sitio del nacimiento es denominado localmente como Boca Toma. Anterior a 1936, la estación aparecía en los itinerarios como kilómetro 125.
Actualmente, el sistema de canales de riego aun se llama como la estación.

## Historia

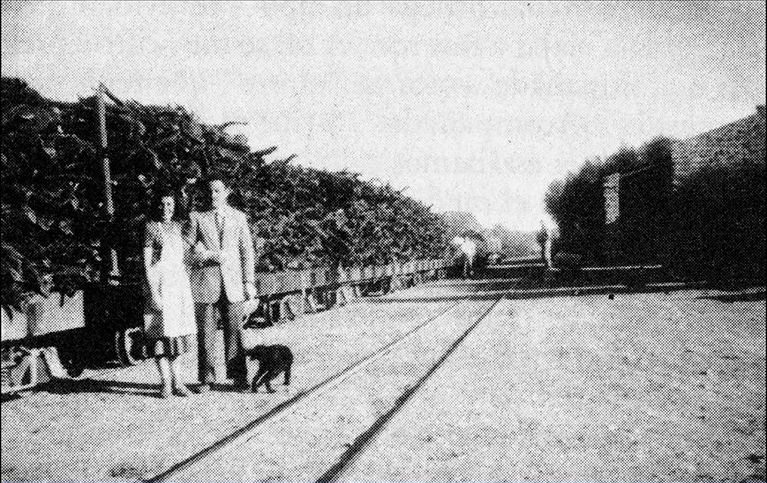
Roberto Roberts (último jefe de la estación) junto a su esposa Luisa Llopis.

Explotación en una cantera de caolín cercana a una estación del ferrocarril.

Hacia 1899, la empresa del Ferrocarril solicitaba al gobierno argentino la autorización para extender la línea desde Trelew a Gaiman y Rawson. En ese año, ante los intensos pedidos de los colonos establecidos en el denominado «valle superior», el directorio del Ferrocarril decidió prolongar el ramal de Gaiman hasta Boca de la Zanja. La estación Gaiman abrió recién hacia 1909 y la estación Dolavon en 1915.
En 1908 el ferrocarril pidió al Congreso Nacional Argentino extender la línea a Paso de Indios, pero la empresa no podía financiar la extensión con sus propios recursos. En octubre de 1911 se anunció la llegada del tren a Boca de la Zanja. Esto ocurrió debido a los reclamos de los pobladores del lugar y porque la Compañía Mercantil del Chubut había pedido una concesión para la construcción de un ferrocarril competitivo desde la desembocadura del río Chubut hasta Boca de la Zanja, mediante un recorrido de cien kilómetros.
Esta estación funcionaba principalmente para embarcar la producción de caolín que era explotado en unas minas ubicadas en las cercanías. 
El caolín era intensamente explotado y embarcado en las estaciones Boca de la Zanja, Campamento Villegas y Las Chapas. El mismo se  extraía de minas ubicadas en las proximidades de las estaciones. Este tráfico llegó a oscilar 25.000 toneladas. El ferrocarril estaba encargado de transportar este mineral  con destino a embarques marítimo o por camión desde Trelew.
Aun para 1950 la Gobernación Militar de Comodoro Rivadavia elaboró un informe de la situación e historia del ferrocarril. El documento confirma a esta localidad como una de las principales de todo el tendido ferroviario. Esto es significativo porque se refería a toda la población rural significativa al rededor de la estación
El Informe del Ferrocarril Patagónico de 1957 aclara que este era un punto estratégico para el ferrocarril. Esto se debe a que desde el kilómetro 125 se salía del valle del Chubut. Luego, el viaje iniciaba un recorriendo hasta Alto de Las Plumas por la región característica de la Meseta patagónica de clima árido y poco productivo. Este mismo informe también demuestra que desde este punto el ferrocarril no recorría poblados significativos hasta llegar a su punta de rieles. De este modo, casi la mitad de los kilómetros del ferrocarril no tenían poblaciones significativas a servir.De este modo, la estación fue vital para proveer en forma constante y segura a las demás estaciones que se hallaban sin poder tener acceso al agua y desentendían de los vagones cisternas que aquí abastecían el resto el ferrocarril hasta Altos de Las Plumas. La estación no concentró población a su alrededor significativa y trabajaba escasamente el transporte de pasajeros. Esto se confirmó con un mapa efectuado en 1962 por el Instituto Geográfico Militar Argentino que describió las principales estaciones-localidades del ferrocarril y señaló a esta como de baja importancia poblacional.
La estación y su localidad fueron retratados en diversos testimonios de los ferroviarios mediante el libro Los Ferroviarios que Perdimos el Tren:

«Boca de la Zanja era la última estación donde la máquina podía tomar agua. Luego no había donde tomar agua. Por eso, en ese lugar se enganchaban vagones cisternas con agua potable para todas las estaciones hasta Altos de las Plumas (....) En Alto de Las Plumas terminaba el viaje y la vía en medio del desierto. No había una gran ciudad, puertos ni nada que justificara que se hubiera tendido el riel hasta ese lugar. Era como si una mano invisible hubiese estaqueado el progreso en medio de la meseta patagónica (...)
Peter Seibt

En 1955 la estación era una de las más lindas del ramal pues su construcción era de piedra y el lugar muy pintoresca. A pocos metros corría un canal de riego o zanja como la llamábamos que nacía a pocos metros mas arriba y corría paralela ala vía en dirección este. había una hermosa arboleda y del otro lado se formaba una isla entre la zanja y el río que estaba poblada por gran cantidad de conejos silvestres. Era un lugar tranquilo por demás. El vecino estaba a 3 kilómetros y la ruta caminera a 5 (....)
Víctor Ibáñez

## Funcionamiento
Un análisis de itinerarios de horarios de este ferrocarril a lo largo del tiempo demuestra como fue variando la importancia de Boca de Zanja como estación. 
La estación figura en los informes de horarios desde el año 1928 mostró al ferrocarril completamente dividido en dos líneas. Desde Madryn partía la línea «Central del Chubut» con destino a Dolavon, previo paso por las intermedias. El viaje salía desde Madryn a las 8 con arribo a este destino a las 12:05, con una mejora de tiempo. En tanto, el tren tardaba en unirse con Desvío kilómetro 95 18 minutos y con Trelew media hora en su viaje más rápido. Este viaje contenía una sub línea que tenía a Gaiman como destino final. Esta partía a las 7:00 y arribaba a destino a las 11:30 en su viaje más rápido. La segunda era llamada «A Colonia 16 de Octubre». Aunque el tren no arribaba a dicha colonia, lo hacía en combinación con buses. Esta línea recorría el resto del tendido hasta Alto de Las Plumas, sin embargo el punto de salida era Rawson y no Madryn. El viaje iniciaba los lunes y viernes a las 9:25 y culminaba a las 18:57. El tren en esta línea aceleraba su paso y arribaba a Boca de Zanja a las 12:44. En tanto los 20 kilómetros que la separaban de Dolavon eran cubiertos en 50 minutos. 
Un segundo informe de 1930 expuso unificadas las dos líneas anteriores y puso a Madryn como cabecera. El viaje partía los lunes y viernes de estación Puerto Madryn a las 7:30 y arribaba a Las Plumas a las 19:35. Se vio también como Rawson perdió el protagonismo frente a Trelew, que se mostró eje de otras líneas. En esta línea principal el tren arribaba a Boca de Zanja a las 13:20. Estaba separada de Dolavon por 1:05 y la distancia de 20 kilómetros con Campamento Villegas era cubierta en 1:15 minutos.
El tercer informe de 1934 mostró el viaje principal de la línea que partía desde Madryn a las 8:30 los miércoles con arribo a Alto de las Plumas 20:15. En todos los viajes el trayecto a Boca de la Zanja le infería a los trenes 5:15 minutos. En tanto, el itinerario presentó la novedad de que la estación estaba entre dos desvíos: kilómetro 122  y kilómetro 133. Ambos desvíos no serían casi aludidos por los siguientes itinerarios e informes de la línea. La distancia para unirse con kilómetro 122 era de 4 minutos y con kilómetro 133 se requerían 30 minutos.
El cuarto informe de 1936 constató la mejoría en los tiempos de los viajes a vapor y la novedad de los coches motor. El viaje de larga distancia a Las Plumas se continuó haciendo a vapor. Este iniciaba solo los miércoles a las 8:45 y culminaba 19:30. El paso por Boca de Zanja era a las 14:05. Los únicos cambios fue la optimización en 5 minutos en las distancias que la separaban de Campamento Villegas y Dolavon. Los desvíos kilómetro 122 y kilómetro 133  no fueron nombrados. 

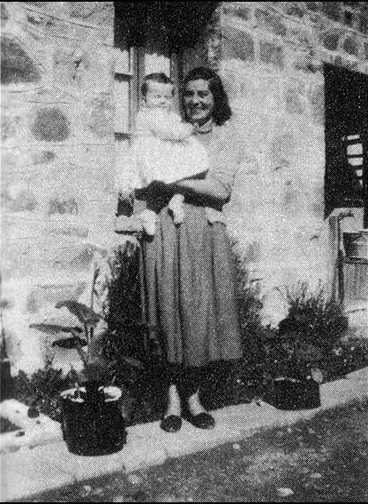
La esposa del último jefe de la estación con su pequeña bebé.

El quinto informe del 1 de abril de 1938 expuso leves variaciones. El viaje principal partía los miércoles desde Madryn a Las Plumas a las 8:00 horas para arribar a las 19:30 horas. El tren alcanzaba Boca de la Zanja a las 13:05.
El itinerario de Ferrocarriles del Estado del 15 de diciembre de 1940 detalla que el viaje principal partía los miércoles desde Madryn a Las Plumas a las 7:45 horas, paso por Boca de la Zanja 13:45 y arribo a las 19:30 horas a Las Plumas; mientras que el regreso se emprendía desde Las Plumas los jueves las 7:00, con visita por Boca de la Zanja 11:30 y llegada a Madryn a las 17:30. Además, el documento describe a esta estación como uno de los pocos puntos estratégicos de todo el ferrocarril capaz de abastecer de agua a las locomotoras. Por último, el documento informa que se precisaba 23 minutos para unir la distancia con  kilómetro 132 y 4 minutos para hacer el recorrido hacia kilómetro 122.
El informe de 1942 no brindó grandes variaciones con el de 1936. Solo que el servicio partía desde Madryn a Las Plumas a las 8:00 horas para arribar a las 19:30 horas. El tren pasaba por Boca de Zanja a las 14:04. Con la mejora de un minuto del vieja hasta Dolavon y el incremento 1 minuto más para arribar a Campamento Villegas.
El itinerario de 1946 es uno de los más completos que abordó al ferrocarril. En este informe se comunicó la continuidad de existencia de la línea a Colonia 16 de octubre y la del Central del Chubut. El viaje partía siempre en trenes mixtos de cargas y pasajeros. El tren salía de Madryn a las 7:30, luego el viaje culminaba en Altos de Las Plumas a las 19:30. El tiempo de 12 horas de viaje se debió a que el mismo se hacía a vapor. Los servicios de trenes mixtos arribaban a esta estación a las 13:30, estando separada de kilómetro 132 por 23 minutos y de Dolavon por 40 minutos. Este viaje solo se hacía los miércoles. En tanto, el itinerario informó (por primera y única vez) que el servicio al valle del Chubut podía terminar en esta estación. El servicio se llevaba a cabo los lunes y sábados optativamente en estación Dolavon 11:40 o en Boca de la Zanja a las 12:30. La misma partía de Madryn 7:30 los días lunes y sábado. Esta línea arribaba más rápido a este punto, siendo 12:30 el momento de arribo.
El mismo itinerario con fecha el 15 de diciembre de 1946 fue presentado por otra editorial y en el se hizo mención menos detallada de los servicios de pasajeros de este ferrocarril. El itinerario difirió principalmente en lo relacionado con varios puntos como estaciones y apeaderos que fueron colocados con otros nombres. Sin embargo, la diferencia más notable fue la ausencia de los desvíos kilómetro 22, kilómetro 50, kilómetro 106, kilómetro 114, kilómetro 122 y kilómetro 132. Solo se volvió a describir a kilómetro 95, kilómetro 35 y a kilómetro 161 como los únicos desvíos en toda la línea. Por último, desde este informe de horarios no se volvió a referir a Boca de la Zanja como terminal optativa de la línea Central del Chubut. De este modo, Dolavon terminó siendo la única terminal de la línea. 
El itinerario emitido el 10 de diciembre de 1948 describió el viaje de cargas por primera vez. Este viaje tenía paradas en todos los puntos hasta la punta de riel y la particularidad que iniciaba en Trelew los martes desde las 9 en forma condicional, pasando por Boca de la Zanja a las 11:20 y finalizando en Altos de Las Plumas a las 17:15; mientras que el  regreso se producía los viernes desde las 8:25 con paso por  Boca de la Zanja a las 12:51 y arribo a Trelew a las 15:55. En cuanto al viaje completo, iniciaba en Madryn a los jueves desde las 7:40, pasando por  Boca de la Zanja a las 13:00 y finalizando en Altos de las Plumas a las 18:20. El regreso se producía los viernes desde las 9:20, previo paso por este punto a las 13:40 y arribo a Madryn a las 19:20. En cuanto al funcionamiento del ferrocarril, esta estación fue unos de los 4 puntos habilitados en forma única para cargar agua en las locomotoras.    
Para el último informe de horarios de noviembre de 1955 se volvió a ver disociada a la estación Madryn del resto de las líneas. En este informe se comunicó que los servicios de pasajeros corrían los miércoles desde las 10:30 de Trelew en trenes mixtos hacia Las Plumas con arribo a las 17:43. El tren pasaba por Boca de Zanja a las 12:55. La distancia con Campamento Villegas ya no fue considerada, dado que se reintrodujo el apeadero kilómetro 141 que se cubría en 10 minutos y para arribar a Dolavon  se necesitaba 50 minutos, con una evidente mejora.

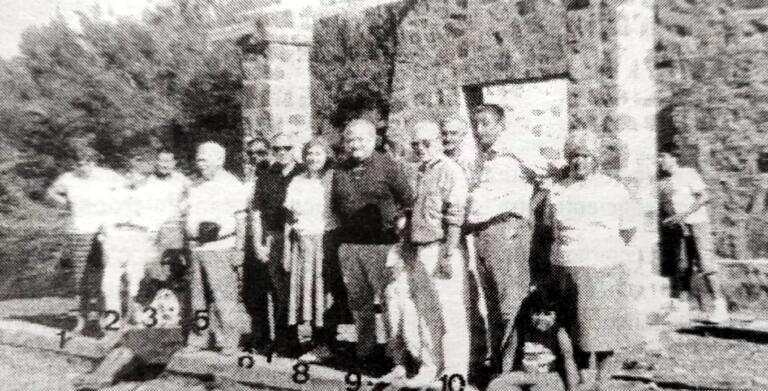
Detalle de la estación en ruinas durante visita de los ferroviarios en el centenario del ferrocarril de 1989.

## Características
El edificio de la estación es de piedra, probablemente debido a que en las cercanías de la misma había un salitral. El edificio funcionaba también como casa del Jefe de la estación. La estación se encuentra en el kilómetro 124 de la vía férrea y a aproximadamente 39 metros sobre el nivel del mar. Esta estación funcionaba principalmente para embarcar la producción de caolín que era explotado en unas minas ubicadas en las cercanías.
Debido a que en la zona de la estación existían frondosas arboledas que se habían formado a partir de los canales de riego que nacían en este sector y que transportan agua a todo el valle, era un espacio utilizado para el esparcimiento y recreo.
Existen tres fuentes que proporcionaron cual era la infraestructura de la estación: la primera es el itinerario de 1934 que arrojó:
- Estanque (tanque) de 500 m3 (el más grande de todo el ferrocarril).
- Vía secundaria de 200 metros.
- Vías auxiliares de 330 metros.
- Rampa de costado.
- Triángulo de inversión.[25]

En cambió, el itinerario de 1940 describe la siguiente infraestructura:
- Estanque (tanque) de 500 m3.
- Vía secundaria de 413 metros.
- Vías auxiliares de 319 metros.
- Rampa de costado.[26]

Por último, una recopilación de datos del itinerario de 1945 e informes de la época de clausura detalló que Boca de la Zanja era una estación de 1ª categoría capaz de brindar todos los servicios del ferrocarril: pasajeros, encomiendas, cargas y hacienda (P. E. C. H.). En cuanto a la hacienda, se recibía y despachaba con previo arreglo únicamente. Además, se informó:
- Toma de agua.
- Tanque de 600 m³.
- Triángulo de inversión.
- Desvíos 319 metros.
- Apartadero de 413 metros de largo.[27]

Posiblemente, la diferencia entre ambos documentos se deba a una mejor medición, ampliación o un error en la recopilación de datos.